# The Frantic Four Reunion
Albums de Status Quo
Bula Quo!
(2013) Aquostic - Stripped Bare
(2014)
Albums Live de Status Quo
Live Alive Quo
(1992) The Frantic Four Final's Fling 
(2014)
The Frantic Four Reunion est une série de trois albums enregistrés en public par le groupe de rock britannique Status Quo. Les trois albums sont sortis le 3 octobre 2013 sur le label earMusic et ont été produits par le groupe.

## Historique
En 2012, Francis Rossi et Alan Lancaster se réconcilient et la rumeur d'une tournée rassemblant les quatre membres originaux (Francis Rossi, Rick Parfitt, Alan Lancaster et John Coghlan prend forme. Elle se réalise finalement et après plusieurs répétitions, la tournée débute le 6 mars 2013 à l' O2 Apollo de Manchester. La tournée comprend neuf concerts, tous au Royaume-Uni. La set list ne comprend que des titres parus sur les albums avant 1977, et les cinq premiers sont identiques à ceux du premier album en public du groupe Live!.

## Musiciens
- Francis Rossi : chant, guitare
- Rick Parfitt : chant, guitare
- Alan Lancaster : chant, basse
- John Coghlan : batterie, percussions
- Bob Young : harmonica

## The Frantic Four Reunion 2013, Live at Hammersmith Apollo
- Cet album fut enregistré le 15 et 16 mars 2013 à Hammersmith Apollo, Londres.

## Liste des titres
| 1.  | Intro / Junior's Wailing              | Martin Pugh, Kieran White    | 4:21 |
| 2.  | Backwater                             | Rick Parfitt, Alan Lancaster | 4:20 |
| 3.  | Just Take Me                          | Parfitt, Lancaster           | 4:56 |
| 4.  | Is There a Better Way                 | Francis Rossi, Lancaster     | 3:47 |
| 5.  | In My Chair                           | Rossi, Bob Young             | 3:13 |
| 6.  | Blue Eyed Lady                        | Parfitt, Lancaster           | 3:47 |
| 7.  | Little Lady                           | Parfitt                      | 3:14 |
| 8.  | Most of the Time                      | Rossi, Young                 | 3:19 |
| 9.  | (April) Spring, Summer and Wednesdays | Rossi, Young                 | 4:13 |
| 10. | Railroad                              | Rossi, Young                 | 5:51 |
| 11. | Oh Baby                               | Rossi, Parfitt               | 4:49 |

| 1. | Forty-Five Hundred Times | Rossi, Parfitt                        | 5:12 |
| 2. | Rain                     | Parfitt                               | 5:04 |
| 3. | Big Fat Mama             | Rossi, Parfitt                        | 5:27 |
| 4. | Down Down                | Rossi, Young                          | 5:57 |
| 5. | Roadhouse Blues          | Morrison, Manzarek, Krieger, Densmore | 6:48 |
| 6. | Don't Waste My Time      | Rossi, Young                          | 4:27 |
| 7. | Bye Bye Johnny           | Chuck Berry                           | 6:41 |

## Classements
| Pays                          | Durée du classement | Meilleur classement | Date            |
| ----------------------------- | ------------------- | ------------------- | --------------- |
| Allemagne (GfK Entertainment) | 2 semaines          | 22e                 | 18 octobre 2013 |
| Belgique (W) (Ultratop)       | 2 semaines          | 159e                | 26 octobre 2013 |
| Écosse (Scottish Album Chart) | 1 semaine           | 26e                 | 6 octobre 2013  |
| France (SNEP)                 | 1 semaine           | 187e                | 19 octobre 2013 |
| Royaume-Uni (UK Albums Chart) | 1 semaine           | 37e                 | 6 octobre 2013  |
| Suisse (Schweizer Hitparade)  | 1 semaine           | 59e                 | 18 octobre 2013 |

## The Frantic Four Reunion 2013, Live at O2 Academy Glagow
- Cet album fut enregistré le 9 et 10 mars 2013 à l' O2 Academy de, Glasgow. Il est uniquement disponible sous forme de double album vinyle[8]. Il contient les mêmes titres mais avec des durées légèrement différentes. Il est ressorti en vinyle vert le 17 mai 2019 dans une édition limitée à 1 000 exemplaires[9].

### Liste des titres
- La durée des titres n'est pas disponible sur les notes de la pochette.

| Face 1 1. Junior's Wailing 2. Backwater 3. Just Take Me 4. Is There A Better Way 5. In My Chair Face 2 1. Blue Eyed Lady 2. Little Lady 3. Most Of The Time 4. (April) Spring, Summer And Wednesday 5. Railroad | Face 3 1. Oh Baby 2. Forty-Five Hundred Times 3. Rain 4. Big Fat Mama Face 4 1. Down Down 2. Roadhouse Blues 3. Don't Waste My Time 4. Bye Bye Johnny |

## The Frantic Four Reunion 2013, Live at Wembley Arena
- Cet album fut enregistré le 17 mars 2013 à la Wembley Arena de, Londres. Il est présenté sous forme d'un DVD ou Blu-Ray regroupant la totalité du concert plus des bonus et de un compact disc de 16 titres (manquent, "bye Bye Johnny" et "Don't Waste My Time")

| Menu DVD 1. Junior's Wailing - 4:23 2. Backwater - 4:21 3. Just Take Me - 3:35 4. Is There A Better Way - 3:42 5. In My Chair - 3:12 6. Blue Eyed Lady - 3:49 7. Little Lady - 3:14 8. Most Of The Time - 3:19 9. (April) Spring, Summer And Wednesday - 4:09 10. Railroad - 5:48 11. Oh Baby - 4:44 12. Forty-Five Hundred Times - 5:09 13. Rain - 4:48 14. Big Fat Mama - 5:21 15. Down Down - 5:52 16. Roadhouse Blues - 4:12 17. Don't Waste My Time - 18. Bye Bye Johnny 19. Bonus (68 minutes) 20. Documentary 21. Rehearsals: Backwater / Just Take Me (Live At Shepperton Studios) 22. Coghlan Cam: Oh Baby (Live At Wembley Arena) | Titres du CD 1. Junior's Wailing - 4:23 2. Backwater - 4:21 3. Just Take Me - 3:35 4. Is There A Better Way - 3:42 5. In My Chair - 3:12 6. Blue Eyed Lady - 3:49 7. Little Lady - 3:14 8. Most Of The Time - 3:19 9. (April) Spring, Summer And Wednesday - 4:09 10. Railroad - 5:48 11. Oh Baby - 4:44 12. Forty-Five Hundred Times - 5:09 13. Rain - 4:48 14. Big Fat Mama - 5:21 15. Down Down - 5:52 16. Roadhouse Blues - 4:12 |

## Frantic Four Reunion 2013: Special Edition
- Disc 1: Live From Hammersmith Apollo CD 1
- Disc 2: Live From Hammersmith Apollo CD 2
- Disc 3: Wembley Arena Full Show (Blu-ray)
- Disc 4: Wembley Arena Full Show DVD
- Disc 5: Live From Wembley Arena (16 Tracks) CD
- Disc 6: 
  - Rehersals: Junior's Wailing/Backwater Just Take Me (Live At Shepperton Studios)
  - Coghlan Cam: Oh Baby (Live At Shepperton Studios) Blue Eyed Lady (Live At Wolverhamton Civic) Little Lady (Live At Shepperton Studios)
  - Bonus Live Tracks: Junior's Wailing/Is There A Better Way (Live At Manchester Apollo 06.03.13) Roadhouse Blues (Live At O2 Academy Glasgow 09.03.13) Railroad/Little Lady/Most Of The Time (Live At Wolverhampton Civic 13.03.13)
  - Voxpops: Fan Interviews
- DVD ROM Section: All 9 Shows As 320kbps MP3 files